# NGC 5647
NGC 5647 (другие обозначения — UGC 9329, MCG 2-37-17, ZWG 75.58, NPM1G +12.0393, PGC 51843) — спиральная галактика (Sa) в созвездии Волопас.
Этот объект входит в число перечисленных в оригинальной редакции «Нового общего каталога».